# Sâles
Sâles is een gemeente en plaats in het Zwitserse kanton Fribourg, en maakt deel uit van het district Gruyère.
Sâles telt 1285 inwoners.